# Zamach stanu (film)
Zamach stanu – polski film historyczny opisujący przewrót majowy przeprowadzony przez marszałka Józefa Piłsudskiego w dniach 12–15 maja 1926 roku, a także jego następstwa, m.in. sądowe procesy polityczne, mające na celu uniemożliwienie dalszej działalności publicznej oponentom Piłsudskiego i ich stronnikom.

## Ekipa
- Reżyseria – Ryszard Filipski
- Scenariusz – Ryszard Gontarz
- Muzyka – Piotr Marczewski
- Zdjęcia – Jacek Stachlewski
- Montaż – Jerzy Pękalski
- Scenografia – Czesław Siekiera
- Kostiumy – Renata Kochańska
- Produkcja – Zespół Filmowy Profil, Zespół Filmowy Kraków

## Obsada
| Rola                                           | Aktor                 |
| ---------------------------------------------- | --------------------- |
| marszałek Józef Piłsudski                      | Ryszard Filipski      |
| sędzia Klemens Hermanowski                     | Ignacy Gogolewski     |
| prezydent Stanisław Wojciechowski              | Andrzej Hrydzewicz    |
| premier Wincenty Witos                         | Jerzy Sagan           |
| poseł Herman Lieberman                         | Lech Bijałd           |
| poseł Wojciech Korfanty                        | Tadeusz Janczar       |
| generał Stanisław Haller                       | Jerzy Moes            |
| poseł Stanisław Ballin                         | Ryszard Dembiński     |
| ksiądz Józef Panaś                             | Józef Nowak           |
| generał Tadeusz Rozwadowski                    | Eugeniusz Kujawski    |
| generał Włodzimierz Zagórski                   | Andrzej Grąziewicz    |
| dziennikarz na procesie brzeskim               | Stanisław Sparażyński |
| dziennikarz na procesie brzeskim               | Andrzej Prus          |
| Zrobik, świadek oskarżenia w procesie brzeskim | Wojciech Brzozowicz   |
| obrońca w procesie brzeskim                    | Jan Orsza-Łukaszewicz |
| generał Gustaw Orlicz-Dreszer                  | Krzysztof Chamiec     |
| poseł Stanisław Dubois                         | Gabriel Nehrebecki    |
| marszałek sejmu Maciej Rataj                   | Tomasz Zaliwski       |
| prokurator Rauze                               | Arkadiusz Bazak       |

## Nagrody
- 1980 – FPFF Gdynia, Srebrne Lwy Gdańskie

## Zobacz także
Zamach stanu – serial telewizyjny z 1985 r. 